# Quiina nitens
Quiina nitens là một loài thực vật có hoa trong họ Ochnaceae. Loài này được J.F.Macbr. miêu tả khoa học đầu tiên năm 1934.